# Nullator

Symbol des Nullators

Als Nullator bezeichnet man in der Theorie der elektrischen Netzwerke einen pathologischen Zweipol (Fritsche/Seidel), durch den kein Strom fließt und an dem keine Spannung abfällt. Der Arbeitspunkt im U/I-Diagramm ist daher (0/0) (gleichzeitig Kurzschluss und Leerlauf). Der Nullator liefert zwei einschränkende Netzwerkgleichungen, {\displaystyle I=0} und {\displaystyle U=0}, womit das Netzwerk überbestimmt ist. Um die zusätzliche Netzwerkgleichung zu kompensieren, muss zu jedem Nullator auch ein Norator existieren, welcher den dualen Zweipol zum Nullator darstellt. Das Paar aus Nullator und Norator wird Nullor genannt. Ein Nullor wird meistens dazu verwendet, um einen idealen Operationsverstärker im linearen Bereich oder einen idealen Bipolartransistor im Vorwärtsbetrieb zu modellieren. Der Nullator ist linear, ungepolt und verlustlos. Er ist ein Sonderfall des Fixators.
Das soll hier praktisch an einem gegengekoppelten Operationsverstärker erläutert werden: Der Eingangsstrom der Eingänge ist minimal (theoretisch 0, in der Realität bei einigen nA). Damit ist die erste Bedingung (I=0) erfüllt. Durch die Gegenkopplung vom Ausgang des OpAmps auf dessen invertierenden Eingang wird die zweite Bedingung (U=0) auch erfüllt. Der Norator am Ausgang wird durch die Gegenkopplung praktisch gezwungen, den Zustand U+ = U- herzustellen.